# Eclépens
Eclépens es una comuna suiza del cantón de Vaud, situada en el distrito de Morges.

## Geografía
Eclépens limita al norte con Bavois y Orny, al este con Oulens-sous-Échallens, al sureste con Daillens, al sur con Lussery-Villars, y al oeste con La Sarraz.

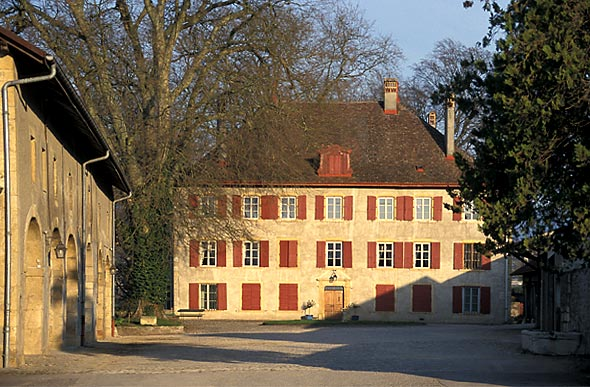
Castillo de Eclépens

Por la comuna pasa el río Venoge.

## Transportes
Ferrocarril
Existe una estación ferroviaria en la comuna donde efectúan parada trenes de cercanías pertenecientes a una línea de la red 'RER Vaud'.

## Monumentos
Entre los monumentos de la comuna destaca el castillo de Eclépens. También pasa por la comuna el Canal d'Entreroches.